# AFI Fest 2013
Le AFI Fest 2013, officiellement intitulé festival international du film de Los Angeles 2013 (AFI Los Angeles International Film Festival ou AFI Film Festival), s'est tenu du 7 au 14 novembre 2013 à Hollywood (Los Angeles).

## Sélection

### World Cinema
- Baby Blues de Kasia Rosłaniec  Pologne
- Bethléem (בית לחם) de Yuval Adler  Israël
- Borgman de Alex van Warmerdam  Pays-Bas
- Mère et Fils (Poziția copilului) de Călin Peter Netzer  Roumanie
- Closed Curtain (پرده, Pardé) de Jafar Panahi  Iran
- The Congress (כנס העתידנים) de Ari Folman  Israël
- An Episode in the Life of an Iron Picker (Epizoda u životu berača željeza) de Danis Tanović  Bosnie-Herzégovine
- Exhibition de Joanna Hogg  Royaume-Uni
- Gabrielle de Louise Archambault  Canada
- Gloria de Sebastián Lelio  Chili
- Grand Central de Rebecca Zlotowski  France
- The Great Beauty de Paolo Sorrentino  Italie
- Half of a Yellow Sun de Biyi Bandele  Nigeria
- Heli de Amat Escalante  Mexique
- Juvenile Offender (범죄 소년) de Kang Yi-kwan  Corée du Sud
- Like Father, Like Son (そして父になる) de Hirokazu Kore-eda  Japon
- La jaula de oro de Diego Quemada-Diez  Mexique
- The Lunchbox (द लंच बॉक्स) de Ritesh Batra  Inde
- Manakamana de Stephanie Spray et Pacho Velez  Népal
- Manuscripts Don't Burn (Dast-Neveshtehaa Nemisoosand) de Mohammad Rasoulof  Iran
- Mary Queen of Scots de Thomas Imbach  Suisse
- L'Image manquante de Rithy Panh  Cambodge
- Moebius (뫼비우스) de Kim Ki-duk  Corée du Sud
- Omar (عمر) de Hany Abu-Assad  Palestine
- Our Sunhi (U ri Sunhi) de Hong Sang-soo  Corée du Sud
- The Rocket de Kim Mordaunt  Australie
- L'Inconnu du lac de Alain Guiraudie  France
- Tom à la ferme de Xavier Dolan  Canada
- Vic+Flo ont vu un ours de Denis Côté  Canada
- We Are the Best! (Vi är bäst!) de Lukas Moodysson  Suède
- When Evening Falls on Bucharest or Metabolism (Cand se lasa seara peste Bucuresti sau Metabolism) de Corneliu Porumboiu  Roumanie
- Le vent se lève (風立ちぬ) de Hayao Miyazaki  Japon

### Galas & Tributes
- Un été à Osage County de John Wells  États-Unis
- Inside Llewyn Davis de Joel et Ethan Coen  États-Unis (film de clôture)
- The Last Emperor 3D de Bernardo Bertolucci  Royaume-Uni  Italie  France  Chine
- Saving Mr. Banks de John Lee Hancock  États-Unis (film d'ouverture)
- Lone Survivor de Peter Berg  États-Unis
- Nebraska de Alexander Payne  États-Unis
- Out of the Furnace de Scott Cooper  États-Unis
- The Secret Life of Walter Mitty de Ben Stiller  États-Unis

### Special Screenings
- Her de Spike Jonze  États-Unis
- The Invisible Woman de Ralph Fiennes  Royaume-Uni
- Jodorowsky's Dune de Frank Pavich  États-Unis
- Mandela: Long Walk to Freedom de Justin Chadwick  Afrique du Sud
- Le Passé de Asghar Farhadi  Iran
- Philomena de Stephen Frears  Royaume-Uni
- The Unknown Known de Errol Morris  États-Unis

### Midnight
- Big Bad Wolves de Aharon Keshales et Navot Papushado (en)  Israël
- The Green Inferno de Eli Roth  États-Unis
- R100 de Hitoshi Matsumoto  Japon
- The Sacrament de Ti West  États-Unis
- L'Étrange Couleur des larmes de ton corps de Hélène Cattet et Bruno Forzani  Canada

### American Independant
- Awful Nice de Todd Sklar  États-Unis
- Blue Ruin de Jeremy Saulnier  États-Unis
- Défendu (Breathe In) de Drake Doremus  États-Unis
- Caucus de AJ Schnack  États-Unis
- Charlie Victor Romeo de Robert Berger, Patrick Daniels et Karlyn Michelson  États-Unis
- We Gotta Get out of This Place de Zeke Hawkins et Simon Hawkins  États-Unis

### New Auteurs
- The Fake (Saibi) de Yeon Sang-ho  Corée du Sud
- Harmony Lessons (Асланның сабақтары) de Emir Baigazin  Kazakhstan
- In Bloom (გრძელი ნათელი დღეები) de Nana Ekvtimishvili et Simon Groß  Géorgie
- My Dog Killer (Môj pes Killer) de Mira Fornay  Slovaquie
- Nothing Bad Can Happen de Katrin Gebbe  Allemagne
- The Owners (Los dueños) de Agustín Toscano et Ezequiel Radusky  Argentine
- The Selfish Giant de Clio Barnard  Royaume-Uni

### Breakthrough
- B For Boy de Chika Anadu  Nigeria
- Congratulations! de Mike Brune  États-Unis
- Little Black Spiders de Patrice Toye  Belgique
- My Afghanistan: Life in The Forbidden Zone (Mit Afghanistan: Livet i den forbudte zone) de Nagieb Khaja  Danemark

## Palmarès

### Courts métrages
- Grand prix du jury du meilleur court métrage : Butter Lamp de Hu Wei  Tibet
- Grand prix du jury du meilleur court métrage d'animation : The Places Where We Lived de Bernardo Britto  États-Unis
- Prix spécial du jury : Balcony de Lendita Zeqiraj  Kosovo
- Prix spécial du jury de la meilleure réalisation : Patrik Eklund pour Syndromeda  Suède
- Prix spécial du jury du meilleure Datamosh : Datamosh de Yung Jake  États-Unis

### Longs métrages
- New Auteurs Critic's Award : Nothing Bad Can Happen de Katrin Gebbe  Allemagne
- New Auteurs Special Award for Personal Storytelling : In Bloom de Nana Ekvtimishvili et Simon Groß  Géorgie
- New Auteurs Award for Direction : Clio Barnard pour The Selfish Giant  Royaume-Uni

- Prix du public : The Rocket de Kim Mordaunt  Australie
- Prix du public New Auteurs : The Selfish Giant de Clio Barnard  Royaume-Uni
- Prix du public American Independents : We Gotta Get out of This Place de Zeke Hawkins et Simon Hawkins  États-Unis
- Prix du public Breakthrough : B for Boy de Chika Anadu  Nigeria[1]